# Badende Damer paa Badeanstalt
Badende Damer paa Badeanstalt er en stumfilm instrueret af Peter Elfelt.

## Handling
4 badepiger plasker i vandet fra en badebro.